# Willem Peters
Willem „Wim“ Peters (auch Wim Peters; * 5. Juli 1903 in Meppel, Drenthe; † 30. März 1995 in Zwolle, Overijssel) war ein niederländischer Leichtathlet. 
1924 nahm Peters in Paris erstmals an Olympischen Spielen teil. Mit 13,86 Meter belegte er in der Qualifikation Platz 11 und erreichte nicht das Finale im Dreisprung. 
Vier Jahre später verpasste er bei den Olympischen Spielen 1928 in Amsterdam mit 14,55 Meter als Siebter der Qualifikation nur knapp den Finaleinzug.
Mit 14,93 Meter wurde Peters dann bei seiner dritten Olympiateilnahme 1932 in Los Angeles Fünfter. 
Bei den ersten Europameisterschaften, die 1934 in Turin ausgetragen wurden, gewann Peters mit 14,89 Meter vor dem Olympiazweiten von 1932 Eric Svensson aus Schweden mit 14,83 Meter.